# 37 Draconis
37 Draconis är en orange jätte som ligger i stjärnbilden Draken.
37 Dra har visuell magnitud +5,95 och är svagt synlig för blotta ögat vid god seeing. Den befinner sig på ett avstånd av ungefär 275 ljusår.